# Michael (album)
A Michael Michael Jackson amerikai énekes tizenegyedik, posztumusz albuma. Az Epic Records kiadásában jelent meg 2010. december 14-én. Ez a hetedik album, amely az énekes halála óta megjelent, olyan neves vendégművészek működnek közre rajta, mint: Akon, 50 Cent és Lenny Kravitz és Dave Grohl.
Az album első kislemeze, a Hold My Hand 2010. november 15-én jelent meg. A dal videóklipjét Mark Pellington rendezte, és világszerte december 9-én debütált. 2010. december 10-én, pénteken, egy 2701 m2-es posztert helyeztek ki (az album címlapját ábrázolta) a middlesexi Rectory Farmon és ez bekerült a Guinness Rekordok Könyvébe, mint a világ legnagyobb posztere.

## Háttér
Hivatalosan 2010. november 12-én jelentették be, hogy az album tíz új dalt fog tartalmazni. Az első, rádióban lejátszott dal a Breaking News, amit 2007-ben vettek fel New Jerseyben, és a Sony cég szerint, csak nemrégiben fejeztek be. A többi számot Las Vegas-i és Los Angeles-i stúdiókban vették fel különböző közreműködőkkel. Halálát megelőző években azt állították Jacksonról, hogy kortárs énekesekkel és producerrel dolgozik.
Az első hivatalos kislemez, a Hold My Hand egy duett, amit Akonnal énekel. A dal befejezetlen állapotban kiszivárgott az internetre. A dal kiadását megelőzően utómunkálatokat végeztek rajta.Akon azt nyilatkozta, hogy a végső változatban Jackson többször hallható a dalban. A kislemez 2010. november 15-én jelent meg világszerte, 12 óra 01 perckor.
Az album megjelenése előtt Jackson apja Joe kijelentette, hogy Jackson perfekcionista volt, és soha nem akarta volna, hogy egy befejezetlen album kerüljön ki a piacra. Will.i.am azt nyilatkozta az albummal kapcsolatosan, hogy "nem emberséges" hogy megjelenjen az album, mivel Jackson nem hagyta jóvá.

## A zenemű
Az album stílusa az R&B, pop, soul és rock stílusjegyeit hordozza. A 10 dalból álló album teljes hossza 42. perc 13. másodperc. Az album a Hold My Hand című dallal kezdődik, ahol az első versszakban azt mondja This life don't last forever (Az élet nem tart örökké), majd a I guess I learned my lesson much too soon (Azt hiszem, túl hamar megtanultam a leckét) szavaival fejeződik be a dal. Az albumon található dalok többsége az Invincible korszak alatt írt, és rögzített anyagok, valamint a Thriller korszak alatt is íródott pár dal, úgy mint a Behind The Mask, vagy a Much Too Soon című dalok. Az (I Like) The Way You Love Me című dal korai változatát már korábban kiadták a 2004-ben megjelent The Ultimate Collection című albumon. A dalhoz több éneket rögzítettek fel. A Best of Joy című dal volt az utolsó, melyet Jackson halála évében írt, és rögzített.

## Borító
A borítót egy amerikai festőművész, Kadir Nelson készítette 2009-ben. A festő olyan részleteket, korszakokat jelenít meg az énekes életéből melyek nagy hatással voltak rá, illetve közönségére. Nelson szerint az énekes már korábban is kereste őt egy hasonló munkával de a projektet elhalasztották. John McClain, Jackson vagyonkezelője vetette fel újra az ötletet.
Michael egy aranyozott katonai ruhát visel, miközben angyalok koronázzák. A kezét a szívére téve, közvetlen a nézőre néz, ez szimbolizálja önzetlenségét és a zene, rajongók erős kapcsolatát. Egy pillangó van a vállán, ami a zene iránti hűségét szimbolizálja. A kép Michael Jackson történetét meséli el.

## Fogadtatása
Michael Jackson új albuma hallatán több rajongó kételkedett abban, hogy valóban Michael énekel-e egyes számokban, ugyanis néhány dalban más az énekes hangja, Michael anyja és gyermekei is vitatták az eredetiségét. Megkérdőjelezték a Monster, a Breaking News, valamint a Keep Your Head Up című számokat, de a művésszel korábban és ezúttal is együttműködő Grammy-díjas hangmérnök-producer, Teddy Riley és a kiadó is megerősítette: Michael Jackson hallható a lemezen. A Sony mindent megtett annak érdekében, hogy bebiztosítsák a dalok eredetiségét, zenei producerekkel, hangmérnökökkel, valamint független zeneszakértőkkel egyeztettek, és tudományos tesztek alapján mindenki egyértelműen Michael Jackson mellett döntött. Kisebb gondot jelentett az is, hogy a korongon lévő zenék többségét átmixelték, például a Behind The Mask című számban hallatszik egy részlet Jackson 1992-es bukaresti koncertjéből. A kiadó végül tisztázta az ügyet, és elmondta, hogy félkész dalokat hallhatnak a rajongók a lemezen, amelyeket megcsináltak teljes verzióvá.

## Eladások
Az album Németországban első helyen debütált a slágerlistákon, és 85 000 példányszámban talált gazdára. Az album Ausztráliában, Olaszországban, Hollandiában, és Svédországban is első helyezett volt a slágerlistákon. Az amerikai Billboard listán az első héten 228 000 példányt értékesítettek az albumból, majd a következő héten 150 000 példány, majd 27 000, 18 000, végül 11 000 példány talált gazdára a 2011. január 16-i héten. Az album Franciaországban az 5. helyen debütált a slágerlistán, és a megjelenés első hetében 26.689 példányszámban kelt el. Dániában az album a megjelenés hetében 4936 példányban kelt el. 2010. december 19-én az Egyesült Királyságban a 4. helyen nyitott a slágerlistán és 113 000 darab kelt el az albumból. Ez volt Jackson legnagyobb értékesítése a több mint 20 évvel korábban megjelent Dangerous album óta. Az Egyesült Államokban a megjelenést követő 5 héten belül 434 000 példányt sikerült eladni, azonban a This Is It album felülmúlta azt a maga 890 000 példányszámával. Ugyanezen a héten a RIAA platina státusszal tüntette ki az albumot a több mint 1 000 000 példányszámú eladás végett.
Az album 19 országban, úgy mint az Egyesült Államok, Egyesült Királyság, Németország, Franciaország, Olaszország, Spanyolország, Dánia, Lengyelország, Oroszország, Ausztria, Belgium, Csehország és Kanada, ahol elérte a platina státuszt. 18 országban pedig arany státuszt ért el az album az eladások alapján.

## Dallista
| #  | Cím                           | Közreműködik         | Szerző                                                                    | Producer                                                  | Hossz |
| -- | ----------------------------- | -------------------- | ------------------------------------------------------------------------- | --------------------------------------------------------- | ----- |
| 1  | Hold My Hand                  | Akon                 | Aliaune Thiam, Giorgio Tuinfort, Claude Kelly                             | Akon, Giorgio Tuinfort, Michael Jackson*                  | 3:33  |
| 2  | Hollywood Tonight             | Taryll Jackson       | Michael Jackson, Brad Buxer; spoken bridge written by Teddy Riley         | Michael Jackson, Teddy Riley, Neff-U*                     | 4:31  |
| 3  | Keep Your Head Up             |                      | Michael Jackson, Eddie Cascio, James Porte                                | Michael Jackson, Tricky Stewart, Angelikson, Eddie Cascio | 4:51  |
| 4  | (I Like) The Way You Love Me  |                      | Michael Jackson                                                           | Michael Jackson, Neff-U                                   | 4:34  |
| 5  | Monster                       | 50 Cent              | Michael Jackson, Eddie Cascio, James Porte; rap written by Curtis Jackson | Michael Jackson, Teddy Riley, Angelikson, Eddie Cascio    | 4:49  |
| 6  | Best of Joy                   |                      | Michael Jackson                                                           | Michael Jackson, Neff-U, Brad Buxer*                      | 3:03  |
| 7  | Breaking News                 |                      | Michael Jackson, Eddie Cascio, James Porte                                | Michael Jackson, Teddy Riley, Angelikson, Eddie Cascio    | 4:14  |
| 8  | (I Can’t Make It) Another Day | Lenny Kravitz        | Lenny Kravitz                                                             | Lenny Kravitz, Michael Jackson*                           | 3:55  |
| 9  | Behind the Mask               | háttérvokál: Shanice | Michael Jackson, Chris Mosdell, Ryuichi Sakamoto                          | Michael Jackson, John McClain                             | 5:02  |
| 10 | Much Too Soon                 |                      | Michael Jackson                                                           | Michael Jackson, John McClain                             | 2:48  |

(*) Co-Producer

## Slágerlista
| Slágerlista (2010–11)                                        | Legjobb helyezések |
| ------------------------------------------------------------ | ------------------ |
| Görögország (IFPI)                                           | 7                  |
| Mexikó (Top 100 Mexico)                                      | 20                 |
| Oroszország (2M)                                             | 1                  |
| Észak-Korea (Gaon)                                           | 2                  |
| Ausztrália (ARIA)                                            | 10                 |
| Ausztria (Ö3 Austria Top 40)                                 | 1                  |
| Belgium (Ultratop Flanders)                                  | 4                  |
| Belgium (Ultratop Wallonia)                                  | 3                  |
| Kanada (Billboard)                                           | 2                  |
| Csehország (ČNS IFP)                                         | 5                  |
| Dánia (Hitlisten)                                            | 4                  |
| Hollandia (MegaCharts)                                       | 1                  |
| Finnország (Suomen virallinen lista)                         | 9                  |
| Franciaország (SNEP)                                         | 4                  |
| Németország (Offizielle Top 100)                             | 1                  |
| Magyarország (Mahasz)                                        | 9                  |
| Írország (IRMA)                                              | 18                 |
| Olaszország (FIMI)                                           | 1                  |
| Japán (Oricon)                                               | 3                  |
| Új-Zéland (RMNZ)                                             | 10                 |
| Norvégia (VG-lista)                                          | 4                  |
| Lengyelország (ZPAV)                                         | 3                  |
| Portugália (AFP)                                             | 15                 |
| Skócia (OCC)                                                 | 14                 |
| Spanyolország (PROMUSICAE)                                   | 2                  |
| Svédország (Sverigetopplistan)                               | 1                  |
| Svájc (Schweizer Hitparade)                                  | 2                  |
| Egyesült Királyság (OCC)                                     | 4                  |
| Amerikai Egyesült Államok (Billboard) 200                    | 3                  |
| Amerikai Egyesült Államok (Billboard) Top R&B Hip-Hop Albums | 1                  |

| Slágerlista (2010)                   | Helyezések |
| ------------------------------------ | ---------- |
| Ausztrália (ARIA)                    | 84         |
| Dánia (Hitlisten)                    | 13         |
| Hollandia (MegaCharts)               | 73         |
| Finnország (Suomen virallinen lista) | 25         |
| Franciaország (SNEP)                 | 30         |
| Németország (Offizielle Top 100)     | 25         |
| Magyarország (MAHASZ)                | 60         |
| Olaszország (FIMI)                   | 11         |
| Lengyelország (ZPAV)                 | 39         |
| Oroszország (2M)                     | 36         |
| Spanyolország (PROMUSICAE)           | 20         |
| Svédország (Sverigetopplistan)       | 25         |
| Svájc (Schweizer Hitparade)          | 85         |
| Egyesült Királyság (OCC)             | 59         |

| Slágerlista (2011)                 | Helyezések |
| ---------------------------------- | ---------- |
| Ausztria (Ö3 Austria)              | 36         |
| Hollandia (Ultratop Flanders)      | 56         |
| Belgium (Ultratop Wallonia)        | 31         |
| Kanada (Billboard)                 | 39         |
| Franciaország (SNEP)               | 169        |
| Japán (Oricon)                     | 50         |
| Spanyolország (PROMUSICAE)         | 30         |
| Svájc (Schweizer Hitparade)        | 54         |
| Billboard 200                      | 54         |
| Top R&B/Hip-Hop Albums (Billboard) | 14         |

## Megjelenések
| Ország                    | Dátum              | Kiadó                    | Formátum                   |
| ------------------------- | ------------------ | ------------------------ | -------------------------- |
| Ausztrália                | 2010. december 10. | Sony Music Entertainment | CD, LP                     |
| Ausztria                  | 2010. december 10. | Sony Music Entertainment | CD, LP                     |
| Belgium                   | 2010. december 10. | Sony Music Entertainment | CD, LP                     |
| Argentina                 | 2010. december 10. | Sony Music Entertainment | CD, LP                     |
| Svédország                | 2010. december 10. | Sony Music Entertainment | CD, LP                     |
| Egyesült Királyság        | 2010. december 13. | Sony Music Entertainment | CD, LP                     |
| Tajvan                    | 2010. december 14. | Sony Music Entertainment | CD, LP                     |
| Amerikai Egyesült Államok | 2010. december 14. | Epic Records             | CD, LP, Digitális letöltés |
| Kolumbia                  | 2010. december 14. | Sony Music Entertainment | CD                         |
| Brazília                  | 2010. december 14. | Sony Music Entertainment | CD                         |
| Japán                     | 2010. december 15. | Sony Music Japan         | CD                         |
| Kína                      | 2010. december 24. | Sony Music China         | CD                         |
| Kína                      | 2011. január 14.   | Sony Music China         | Digitális letöltés         |

## Eladási adatok és minősítések
| Ország                           | Minősítés  | Elkelt példányszám |
| -------------------------------- | ---------- | ------------------ |
| Ausztrália (ARIA)                | arany      | 35 000             |
| Ausztria (IFPI Austria)          | platina    | 20 000             |
| Belgium (BEA)                    | platina    | 30 000             |
| Kanada (Music Canada)            | platina    | 80 000             |
| Dánia (IFPI Denmark)             | platina    | 30 000             |
| Finnország (Musiikkituottajat)   | platina    | 14 928             |
| Franciaország (SNEP)             | 2x platina | 200 000            |
| Magyarország (MAHASZ)            | arany      | 3000               |
| Írország (IRMA)                  | arany      | 7500               |
| Olaszország (FIMI)               | 2x platina | 120 000            |
| Japán (RIAJ)                     | arany      | 100 000            |
| Hollandia (NVPI)                 | arany      | 25 000             |
| Új-Zéland (RMNZ)                 | arany      | 7500               |
| Lengyelország (ZPAV)             | platina    | 20 000             |
| Portugália (Afp)                 | arany      | 10 000             |
| Oroszország (NFPF)               | 2x platina | 20 000             |
| Spanyolország (PROMUSICAE)       | platina    | 60 000             |
| Svédország (GLF)                 | arany      | 20 000             |
| Egyesült Királyság (BPI)         | platina    | 300 000            |
| Amerikai Egyesült Államok (RIAA) | platina    | 1 000 000          |